# 技術省
技術省（ぎじゅつしょう Minister of Technology）はかつて1964年から1970年の期間に存在したイギリスの行政機関。

## 概要
1964年に保守党から政権を引き継いだ労働党のウィルソン政権によって国家の研究資金を軍事から非軍事へ配分しつつ、研究開発の領域と規模を拡大して、政府委託を柱とする国家の研究投資によって創成される新産業の創出を目的として創設された。

## 経緯
1964年10月の総選挙により保守党から政権を引き継いだ労働党のウィルソン政権は行政機構の大改革に取り組んだ。これに先立ち1963年10月の労働党大会においてハロルド・ウィルソン党首は「イギリス労働党と科学革命」と題する同党基本政策声明を行なっており、同党科学政策の基本理念は"社会主義を科学に"、"科学を社会主義に"の合言葉にみられるように科学革命に必要とされる経済・社会体制の変革を社会主義の路線において実現しようとするところにあり、「これは英国科学研究を総動員して技術における新しい突破口を開くことである。過去数年にわたり、英国は数十億ポンドの大金を国防の分野における方向を誤った研究開発契約に消費してきた。もしこの方向を今後、非軍事産業に使用するとすれば英国を再度世界の先端を行く工業国と呼べるような新しい産業を建設することができる」と述べていた。このようにして国家の研究資金を軍事から非軍事へ配分しつつ、研究開発の領域と規模を拡大して行き、政府委託を柱とする国家の研究投資によって創成される新産業は国有企業化とするという政策が立案されていた。新政府は,その組織にあたって技術省を新設して産業研究を強力に措進させることとした。航空省から航空機製造関係を引き継ぎ、商務省から造船分野を引き継いだ。電子計算機、工作機械、電子工業、電気通信の4産業を主体とする開発契約(委託)の拡大に努めつつ、行政体制の強化を進め,地域開発の国家政策に沿つて同省地域局を8局設置して各地域における大学、国立研究所、産業相互間の連絡機関とした。
ハロルド・ウィルソン政権下で1969年10月6日に動力省が編入され、1967年2月15日に航空省が編入され、1970年10月20日に通商産業省 (Department of Trade and Industry)になった。